# Marguerite de Brzeg
Titre
Duchesse de Bavière-Straubing
Marguerite de Brzeg (1342–1386), fille de Louis Ier de Brzeg, duc de Liegnitz, issu de la dynastie polonaise des Piast, et d'Agnès de Sagan, fille d'Henri IV, également issue de la dynastie des Piast. Duchesse de Bavière-Straubing par son mariage avec Albert Ier de Hainaut, dont elle fut la première épouse. 

## Famille
Marguerite était l'aînée d'une fratrie de six enfants, comprenant Henri VII le balafré et Hedwige, future épouse de Jean II d'Oświęcim. Ses grands-parents maternels étaient Henri IV le Fidèle et Mathilde de Brandebourg, fille d'Hermann Ier. Ses grands-parents paternels étaient Bolesłas III le Prodigue et sa première femme, Marguerite de Bohême, elle-même fille cadette du roi Wenceslas II et de sa première femme, Judith de Habsourg, fille de l'empereur Rodolphe Ier,.

## Mariage et enfants
Alors qu'elle était encore très jeune, Marguerite épousa le duc de Bavière Albert Ier  en juillet 1353 à Passau. Troisième fils de la comtesse Marguerite d'Avesnes, comtesse de Hainaut et de Hollande, et de son mari, l'empereur Louis IV, duc de Bavière, il dut assumer dès 1357 la régence (ruwaard en néerlandais) de la Hollande et du Hainaut au nom de son frère aîné, le duc Guillaume III, qui commençait à donner les premiers signes de déséquilibre mental. 
Le duc Albert eut des aventures extra-conjugales toute sa vie, engendrant pas moins de 8 enfants naturels, mais il eut à subir durant son règne les troubles provoqués par l'une de ses maîtresses, une bourgeoise hollandaise du nom d'Aleid van Poelgees, peu appréciée de la population en raison de son influence grandissante sur le duc. Après la mort de Marguerite, sa liaison avec Albert devint publique et les courtisans, avec la complicité des proches du duc, décidèrent de l'assassiner. Ce crime fut exécuté à La Haye en 1393, ce qui déchaîna la colère d'Albert, qui n'eut de cesse de poursuivre les coupables et d'en détruire les châteaux-forts. Son fils Guillaume, qui semblait être allié aux conspirateurs, dut se réfugier à la Cour de France et ne fut pardonné que lorsqu'il offrit d'aller en Frise venger la mort de son grand-oncle Guillaume II et de reconquérir cette région, ce qu'il fit avec succès en 1402.
En dépit des aventures d'Albert, le couple eut 7 enfants qui parvinrent tous à l'âge adulte, chose peu commune à une époque où de nombreux enfants mouraient en bas âge et les mères au moment de l'accouchement.
- Jeanne (1358 † 1386), mariée en 1370 à Wenceslas Ier (1361 † 1419), roi de Bohême et roi des Romains
- Catherine (en) (1361 † 1401), mariée en 1379 à Guillaume VII († 1402), duc de Juliers et de Gueldre
- Marguerite (1363 † 1423), mariée en 1385 à Jean sans Peur (1371 † 1419), duc de Bourgogne
- Guillaume (1365 † 1417), duc de Bavière-Straubing, comte de Hainaut, de Hollande et de Zélande.
- Albert (1369 † 1397), duc de Bavière-Straubing
- Jeanne-Sophie (1373 † 1410), mariée en 1390 à Vienne avec Albert IV de Habsbourg (1377 † 1404), duc d'Autriche
- Jean III (1375 † 1425), évêque de Liège, duc de Bavière-Straubing.

Toutes les filles de Marguerite et Albert furent mariées au sein de puissantes familles royales ou princières, à la faveur de la régence de leurs parents, qui faisait d'elles des partis enviables. L'une des filles, Jeanne-Sophie, fut la grand-mère de Ladislas le Posthume. Une autre, Marguerite, sera la mère de Philippe III, duc de Bourgogne.

## Mort
Marguerite mourut en 1386, âgée d'environ 44 ans. Elle fut enterrée dans la chapelle royale, la Hofkapel de la Binnenhof à La Haye.
Après sa mort, Albert se remaria à une autre Marguerite, fille du comte de Clèves et de La Marck, dont il n'eut pas d'enfants.

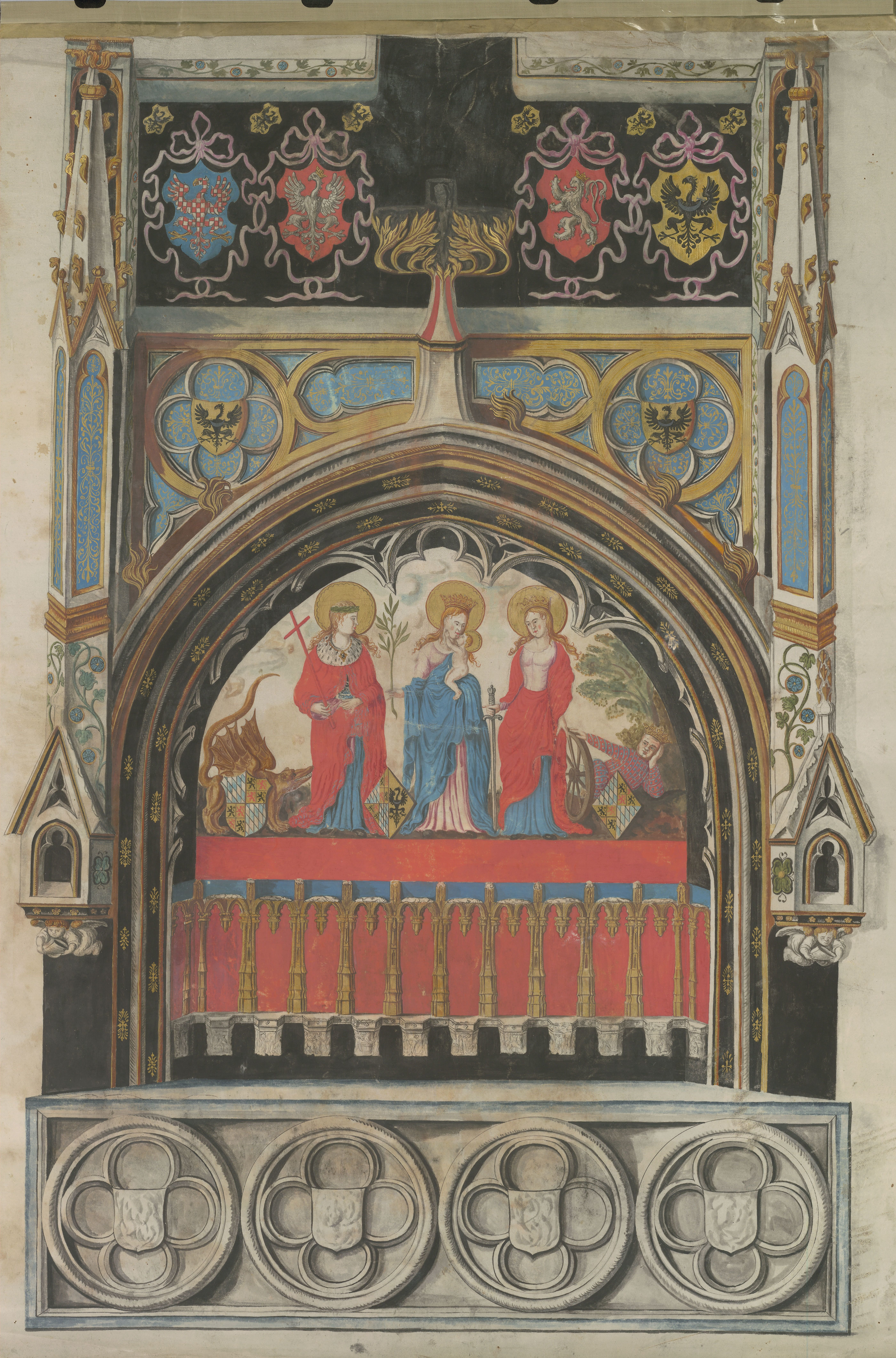
Dessin de la tombe de Marguerite dans la Hofkapel du Binnenhof de La Haye. Y figure le blason de Marguerite entre les deux premiers personnages.
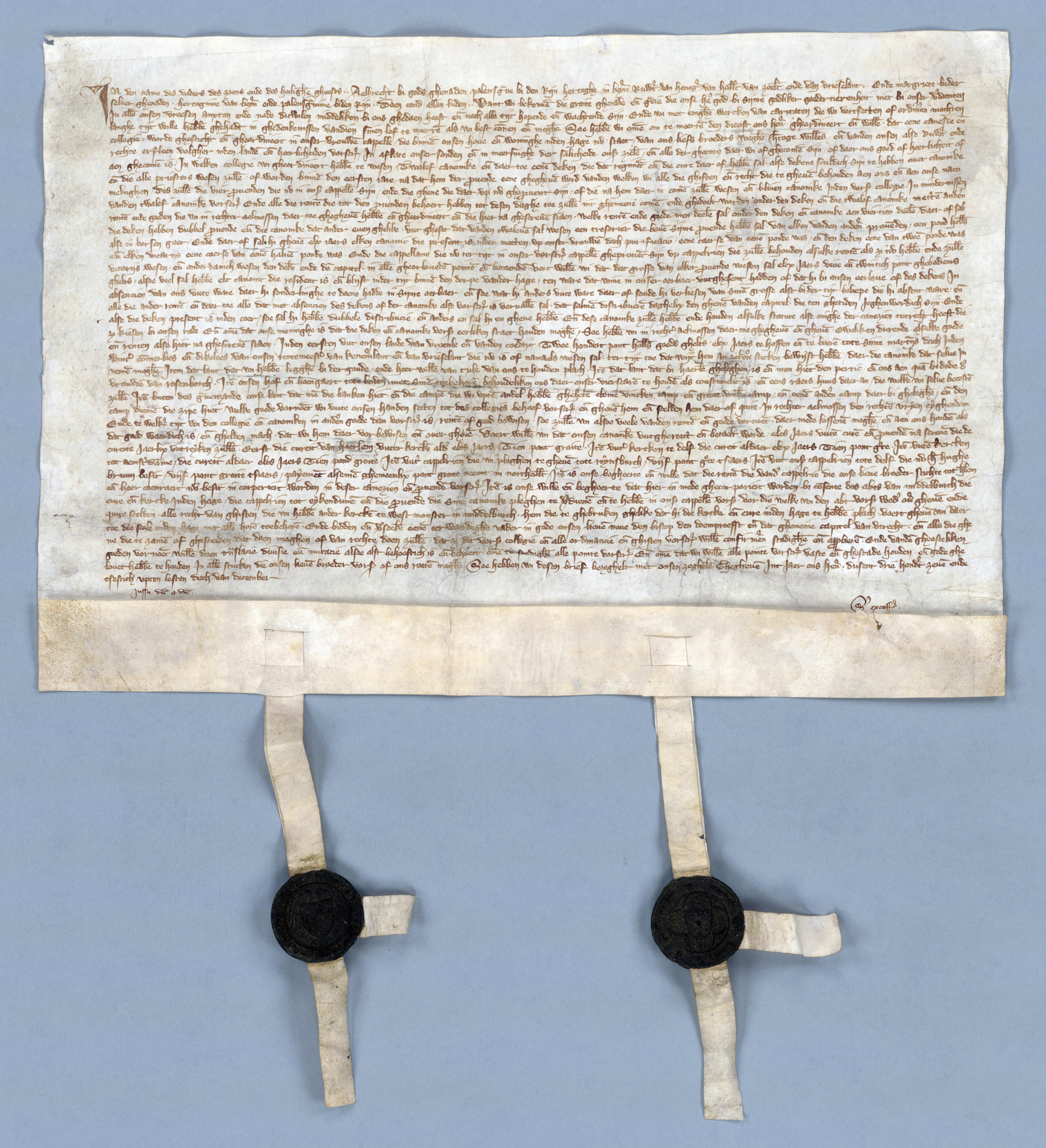
Acte de fondation d'un chapitre à la Hofkapel en 1367 par Albert Ier, comte de Hollande, et son épouse, Marguerite de Brzeg (Archives du Chapitre de Sainte Marie à la Cour, conservées aux Archives nationales)